# Оливник волохатий
Оли́вник волохатий (Tricholestes criniger) — вид горобцеподібних птахів родини бюльбюлевих (Pycnonotidae). Мешкає в Південно-Східній Азії. Єдиний представник монотипового роду Волохатий оливник (Tricholestes).

## Підвиди
Виділяють три підвиди:
- T. c. criniger (Blyth, 1845) — Малайський півострів, східна Суматра;
- T. c. sericeus (Blyth, 1865) — західна Суматра;
- T. c. viridis (Bonaparte, 1854) — Калімантан.

## Поширення і екологія
Волохаті оливники мешкають на Малайському півострові, Суматрі і Калімантані. Вони живуть в рівнинних тропічних лісах і на болотах.